# Elsa Noemí Grassano
Elsa Noemí Grassano (Juan José Paso, 15 de octubre de 1940 - Buenos Aires, 7 de octubre de 2017) fue una psicoanalista argentina; licenciada en psicología con Diploma de Honor por la Universidad de Buenos Aires (UBA), miembro fundador y titular en función didáctica de la Sociedad Argentina de Psicoanálisis (SAP), miembro de la Federación Psicoanalítica de América Latina (Fepal) y de la Asociación Psicoanalítica Internacional (IPA)

## Trayectoria
Fue Adjunta a cargo de la Cátedra Técnicas Proyectivas II, aplicada a la Psicopatología (UBA); fundadora del “Ateneo Psicoanalítico de Psicólogos” dedicado a la formación e investigación en Psicoanálisis, con la orientación de los doctores David Liberman y Horacio Etchegoyen; Coordinadora de investigaciones sobre Psicoanálisis de parejas, en la Asociación de Psicoterapia de Grupo, Familia y Pareja, cuyos directores fueran la Dra. Janine Puget e Isidoro Berenstein; Miembro de Comités de Selección de la UBA para Profesores Titulares y Adjuntos para Cátedras de Técnicas Proyectivas y Escuela Inglesa; Jurado de Tesis de doctorados de la UBA y miembro de la Comisión Directiva de la Asociación de Psicólogos de Buenos Aires en 1967-68
Fue parte del personal docente de la Universidad de Buenos Aires que renunciaron a sus cargos en repudio al desalojo violento producido en La Noche de los Bastones Largos, así como aquellos que fueron cesanteados o expulsados con motivo de la intervención de la Universidad producida el 29 de julio de 1966.
También actuó como referato en Revistas de Psicoanálisis: Revista Universitaria de Psicoanálisis de la UBA; de Mudanças (Universidade Metodista de São Paulo, Brasil); de la Asociación Psicoanalítica de Buenos Aires (APdeBA) y de la Federación Psicoanalítica de América Latina (Fepal)
Fue docente en la Sociedad Argentina de Psicoanálisis (SAP), titular de la materia ”Desarrollo Emocional Temprano” en la obra de Psicoanalistas de niños y de Observadores de la conducta de bebes y niños” y de “Clínica Referenciada en el Psicoanálisis de niños”
Fue una pionera en el ámbito de la evaluación psicológica. Sus escritos fueron parte del primer cuerpo de conocimientos sistemáticos sobre el  quehacer del psicólogo en este ámbito . Estos  textos fueron la bibliografía obligatoria de la Cátedra de la UBA y posteriormente de todas las carreras y post grados de maestrías y especialidades en  Psicodiagnóstico. Su producción se destacó por su rigurosidad teórica y por su nivel académico, aportando indicadores sustanciales para la aplicación y el  procesamiento de  los resultados de las técnicas. Su vigencia como soporte de muchas investigaciones actuales y tesis doctorales dan cuenta de la envergadura de su obra, siendo referente de consulta en la actualidad
Otro aporte fundamental fue el trabajo realizado con David Liberman, sobre el fenómeno psicosomático, pensándolo desde una perspectiva diferente a la de otros autores que se ocuparon del tema. Señalan que la tendencia a las enfermedades psicosomáticas que presentan algunas personalidades, es consecuencia de una sobreadaptación a la realidad ambiental en perjuicio de sus propias necesidades emocionales y corporales con particular detrimento de su capacidad de simbolización.

## Publicaciones

### Libros
“Las Técnicas Proyectivas y el Proceso Psicodiagnóstico” , Ocampo, Arzeno, Grassano. Ediciones Nueva Visión.
“Indicadores Psicopatológicos en Técnicas Proyectivas” .Ediciones Nueva Visión.
“Del Cuerpo al Símbolo”. Liberman, Grassano Neborack, Pistiner, Woskobonic. Editorial Ananke, Chile.
“El escenario del Sueño” Grassano, Barenstein ,Kosack, Mascheroni .Nudelman, Soler, Tula, Zadoff ,(Premio por Concurso de Comité Internacional auspiciado por UBA y Editorial Paidos).

### Artículos
Convergencia de la psicología y el psicoanálisis en un campo de interés común
David Liberman, la creatividad de un psicoanalista argentino
Diálogo entre distintas perspectivas teórico-clínicas en psicosomática
Psicosomáticas y proceso psicoanalítico: Carencia de narcisización, bidimensional intrasubjetiva y alteración del pensamiento El eclipse del cuerpo: alexitimia, cognición y psicosomática /Body eclipse, alexitimy, cognition and psychosomatics.
Pacientes psicosomáticos vistos desde la clínica psicoanalítica
OS TESTES GRÁFICOS. Defensas no testes gráficos